# Gunilla Gårdfeldt
Gunilla Maria Gårdfeldt Carlsson, född 18 februari 1945 i Säffle, är en svensk skådespelare, sångare, regissör och pedagog  och professor emerita vid Högskolan för scen och musik vid Göteborgs universitet. 

## Biografi
Gunilla Gårdfeldt är utbildad vid Statens scenskola i Göteborg 1966–1969. Hon har varit anställd vid Stora Teatern, Stockholms stadsteater och Riksteatern. Hon blev riksbekant 1973 som husartist och värdinna i Nya tiotusenkronorsfrågan och har spelat i revyer och farser med Gösta Bernhard, Nils Poppe och Hagge Geigert m fl. 
Gunilla Gårdfeldt har länge varit pedagog vid Högskolan för scen och musik vid Göteborgs universitet i Scenisk/musikalisk kommunikation och dramatik, där hon befordrades till professor 2003. 
Hon har blivit vald till Göteborgs Ada tre gånger. Spårvagn nr 326 i Göteborg bär hennes namn
Scenkonst - En handbok i musik och teater gavs ut 2017 (Bo Ejebys förlag).
Hon är sedan 1966 gift med Lars Göran Carlsson

## Filmografi
- 1976 – De lyckligt lottade (TV-serie)
- 1977 – Albert & Herbert (TV-serie)
- 1981 – Tuppen

## Diskografi i urval
- 1975 – Killar i mitt liv.
- 1993 – Nu är det jul igen, med Désirée Edlund, Nisse Hansén, Ingvar Reldes och Lennart Swahn
- 1993 – Tomtarnas julnatt, med Désirée Edlund, Nisse Hansén, Ingvar Reldes och Lennart Swahn